# Nolana baccata
Nolana baccata es una de las 49 especies pertenecientes al género Nolana presentes en Chile, el cual corresponde a la familia de las solanáceas (Solanaceae). Esta especie en particular es una especie endémica que se encuentra distribuida exclusivamente en la zona norte de Chile, desde la Región de Antofagasta hasta la Región de Coquimbo.

## Descripción
La Nolana baccata se encuentra descrita como una planta anual, pubescente, que presenta tallo derecho y hojas despegadas del suelo, resinoso y viscoso. Su altura varía entre los 40 y 60 cm.
Se caracteriza por tener flores grandes glabras, el cáliz posee de 5 pétalos unidos con forma de campana o embudo o gamopétalas, cada pétalo presenta dos bordes resaltados y uno menor al centro, esto permite identificarla de inmediato, su corola normalmente es de color blanco y algunas poblaciones presentan color celeste o ambos. La parte interior de la flor o garganta es de color amarillo. Posee 5 estambres desiguales en tamaño de color blanco o amarillo y anteras amarillas. 
Su fruto está formado por mericarpos aplanados o comprimidos con presencia de alas de color negro.
A diferencia de otras especies de Nolana, según la morfología foliar de esta especie, las hojas crecen en torno a un tallo corto, las hojas están separadas del suelo, sus hojas son muy resinosas y viscosas, hojas linear lanceoladas. 
Crece en sectores costeros y en planicies arenosas del llano central expuesto a alta radiación solar, presentando poblaciones que abarcan grandes extensiones. Crece desde los 0 hasta los 800 metros sobre el nivel del mar, común confundirla con la Nolana paradoxa.
En la zona costera de Antofagasta, Atacama y Coquimbo florece en forma anual normalmente en el mes de septiembre y octubre, mientras que en las planicies del valle central su floración es más esporádica y principalmente dependiente de lluvias que no superan los 100 mm al año, periodo en los cuales es posible observar floraciones masivas de esta especie. Es una especie resistente al estrés hídrico, pero no es resistente a las heladas. Habita en un clima de rusticidad USDA equivalente a zonas 10 y 11.

## Nombres vernáculos
Esta especie es conocida comúnmente como 'Suspiro banco', 'Suspiro de campo', 'Suspiro de los llanos' o simplemente 'Suspiro'.

## Importancia
Esta es especie conocida como 'Suspiro de campo' constituye una de las flores emblemáticas que aparecen durante la floración del fenómeno denominado Desierto florido
Es considerada un a planta con un alto potencial ornamental.

## Amenazas
Una de las principales amenazas de esta especie la constituyen factores antrópicos como la urbanización y ocupación del borde costero, la actividad minera y últimamente por los más de 20.000 turistas que llegan a visitar el área del desierto florido durante los meses de floración y por el paso de vehículos durante competencias deportivas.